# Aeroport internațional

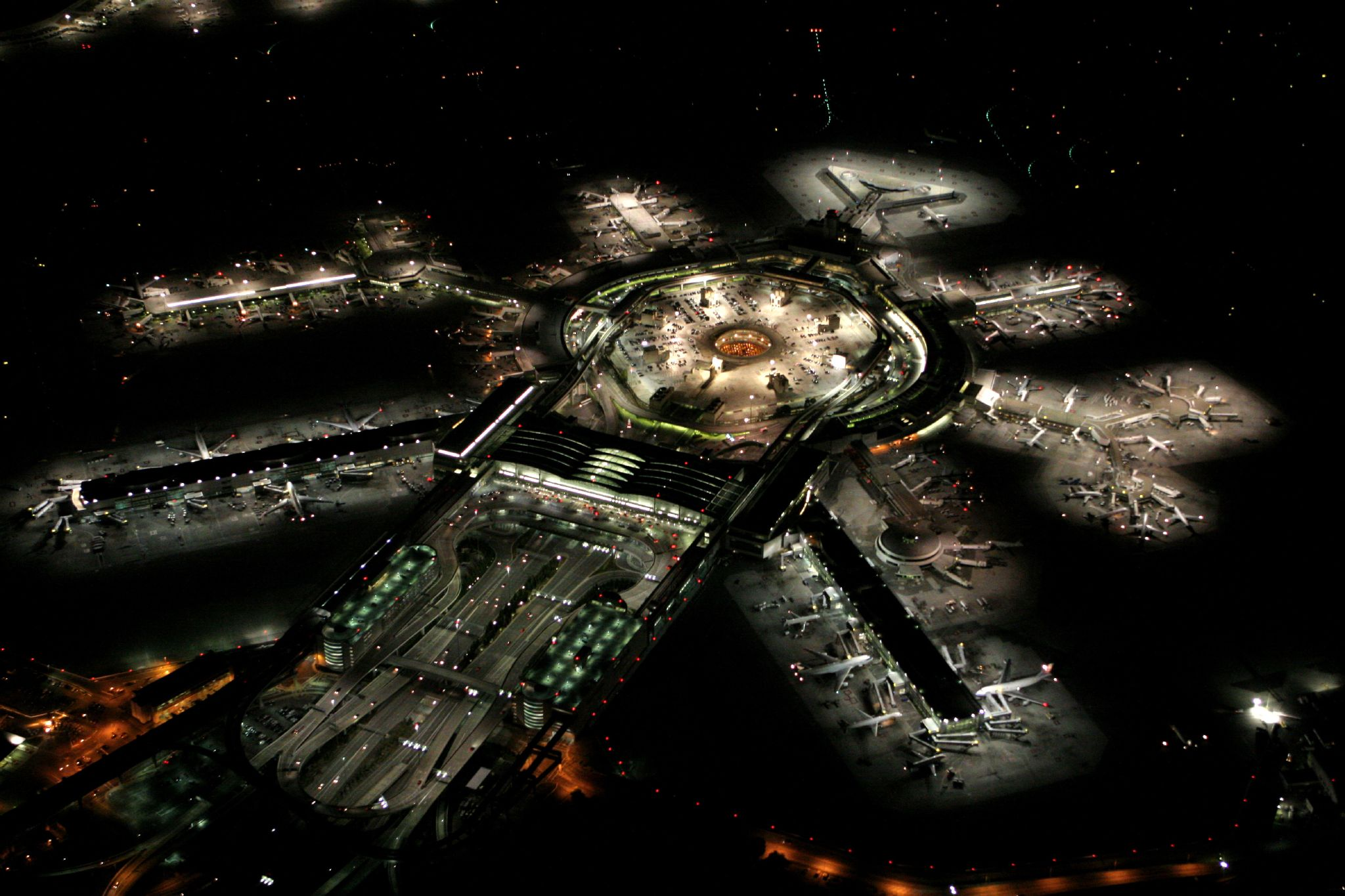
Aeroportul Internațional San Francisco noaptea, cu porțile de plecare care radiază de pe clădirea terminalului, pasarela aeroportuară, staționare și avioane parcate

Un aeroport internațional este un aeroport cu facilități de control vamal și de frontieră care permite pasagerilor să călătorească între țări. Aeroporturile internaționale sunt de obicei mai mari decât aeroporturile interne și de multe ori dispun de piste și facilități mai lungi pentru a găzdui aeronavele mai grele utilizate în mod obișnuit pentru călătoriile internaționale și intercontinentale. Aeroporturile internaționale găzduiesc adesea și zboruri interne.
Clădirile, operațiunile și managementul au devenit tot mai sofisticate de la mijlocul secolului al XX-lea, când aeroporturile internaționale au început să ofere infrastructură pentru zboruri civile internaționale. Au fost elaborate standarde tehnice detaliate pentru a asigura siguranța și sistemele comune de codare implementate pentru a oferi consistență globală. Structurile fizice care servesc milioane de pasageri și zboruri individuale sunt printre cele mai complexe și interconectate din lume. Până în a doua decadă a secolului al XXI-lea, existau peste 1.200 de aeroporturi internaționale și aproape două miliarde de persoane de pasageri internaționali, împreună cu 50 de milioane tone de marfă le treceau anual.

## Legături externe
- Materiale media legate de aeroport internațional la Wikimedia Commons
- Airport World Arhivat în 23 ianuarie 2015, la Wayback Machine. – published by Airports Council International
- World Airport in the map - provided by chaoo13